# Podziały antyklinalne
Podziały antyklinalne – podział komórki, w którym nowo powstająca ściana podziałowa jest poprzeczna do powierzchni stycznej organu. Orientację nowo powstającej ściany podziałowej wyznacza się względem ułożenia organu, osi długiej, powierzchni poprzecznej oraz stycznej. Podziały wyłącznie antyklinalne mają miejsce na przykład tunice, czyli zewnętrznej warstwie komórek merystematycznych tworzących wierzchołek wzrostu łodygi.